# 1914 (sastav)
1914 je ukrajinski blackened death metal-sastav iz Lavova. Tekstovi njihovih pjesama tematski su vezani uz Prvi svjetski rat.

## Povijest sastava
Sastav je osnovan 2014. godine, točno 100 godina od početka Prvog svjetskog rata. Nakon nekoliko singlova, prvi studijski album Eschatology of War objavljuju 2015. godine za ukrajinsku izdavačku kuću Archaic Sound. Na albumu se nalaze pjesme o bitci za Verdun, Božićnom primirju, talijanskoj postrojbi Arditima, a uvodna i posljednja pjesma "It's a Long Way to Tipperary" te "The Last Long Mile" su skladbe nastale za vrijeme Prvog svjetskog rata. Nakon toga objavljuju split album Ich hatt einen Kameraden s američkim sastavom Minenwerfer, te EP Für Kaiser, Volk und Vaterland! na kojem se nalazi obrada Nirvaninog hita "Something in the Way". Veću popularnost stječu svojim idućim, kritički hvaljenom studijskim albumu The Blind Leading the Blind, objavljenog 11. studenog 2018. u 11 sati i 11 minuta, točno na stotu godišnjicu proglašenja kraja prvog svjetskog rata. Na albumu se nalaze pjesme o Stodnevnoj i ofenzivi Meuse-Argonne, obrada pjesme "Beat the Bastards" škotskog punk sastava The Exploited, te su snimili spot za pjesmu "C’est mon dernier pigeon". Zbog uspjeha albuma, potpisuju za austrijsku izdavačku kuću Napalm Records koja objavljuje reizdanje 2019. godine. Svoj treći studijski album, nazvan Where Fear and Weapons Meet objavljuju u listopadu 2021. godine. Članovi sastava su više puta eksplicitno izjavili da nemaju poveznica s nikakvim političkim ideologijama, već samo žele ispričati priče o užasima Prvog svjetskog rata.

## Članovi sastava
(uz pseudonime članovi sastava koriste i nazive divizija kojima "pripadaju" te činove)
Trenutačna postava
- 5. divizija, Ulanen-Regiment Nr.3, Sergeanten - Vitalis Winkelhock - gitara
- 9. divizija, Grenadier-Regiment Nr.7, Unteroffiziere - Armin fon Heinessen - bas gitara (2014.-danas)
- 37. divizija, Feldartillerie-Regiment Nr.73, Wachtmiester - Liam Fessen - gitara (2014.-danas)
- 2. divizija, Infanterie-Regiment Nr.147, Oberleutnant - Ditmar Kumarberg - vokal (2014.-danas)
- 33. dvizija, 7.Thueringisches Inf.-Reg't. Nr.96, Gefreite - Rusty Potoplacht - bubnjevi (2016.-danas)

Bivši članovi
- 1Lt. Serge Russell (C Company 306th Machine Gun Battalion) - bubnjevi (2014. – 2016.)
- Sgt. Andrew Knifeman (157th Field Artillery Regiment\40th Infantry Div.) - gitara (2014. – 2015.)
- 5. divizija, Ulanen-Regiment Nr.3, Sergeanten - Basil Lagenndorf - gitara (2015.)

## Diskografija
Studijski albumi
- Eschatology of War (2015.)
- The Blind Leading the Blind (2018.)
- Where Fear and Weapons Meet (2021.)

Split album
- Ich hatt einen Kameraden s Minenwerferom (2016.)

Kompilacija
- Eschatology of War / Für Kaiser, Volk und Vaterland (2016.)

EP
- Für Kaiser, Volk und Vaterland! (2016.)

## Vanjske poveznice
- Službena Facebook stranica

|  | Zajednički poslužitelj ima još gradiva o temi 1914 (sastav) |